# (2617) Jiangxi
(2617) Jiangxi es un asteroide perteneciente al cinturón de asteroides descubierto por el equipo del Observatorio de la Montaña Púrpura el 26 de noviembre de 1975 desde el observatorio homónimo de Nankín, China.

## Designación y nombre
Jiangxi recibió inicialmente la designación de 1975 WO1.
Más adelante se nombró por la provincia china de Jiangxi.

## Características orbitales
Jiangxi orbita a una distancia media del Sol de 3,161 ua, pudiendo acercarse hasta 2,432 ua y alejarse hasta 3,89 ua. Tiene una excentricidad de 0,2307 y una inclinación orbital de 12,9 grados. Emplea 2053 días en completar una órbita alrededor del Sol.

## Características físicas
La magnitud absoluta de Jiangxi es 10,3. Tiene un diámetro de 52,65 km y un periodo de rotación de 11,77 horas. Su albedo se estima en 0,0441.